# Tebing Tinggi
Tebing Tinggi (alternativt Tebingtinggi) är en stad på nordöstra Sumatra i Indonesien. Den ligger i provinsen Sumatera Utara och har cirka 160 000 invånare.
Tebing Tinggi ligger 23 meter över havet. Terrängen runt Tebing Tinggi är platt. I omgivningarna runt Tebing Tinggi växer i huvudsak städsegrön lövskog.